# 巴雷基内
49°17′23″N 38°23′44″E / 49.28972°N 38.39556°E
巴雷基內（烏克蘭語：Барикине）是位於烏克蘭東部的村莊，由盧甘斯克州斯瓦托韋區的斯瓦托韋市鎮負責管轄。該村始建於1750年，面積2平方公里，海拔高度103米，2010年人口120。